# HB Køge (femení)
HB Køge Kvindeelite, conegut comunament com HB Køge, (anteriorment HB Køge Pigefodbold), és un club de futbol femení danès amb seu a Køge, Dinamarca. Actualment el club juga a l'Elitedivisionen i, com l'equip masculí, juga els seus partits a casa al Capelli Sport Stadion.

## Història
El gener de 2020, el club es va associar amb Capelli Sport i l'American Football Academy Slammers FC. L'objectiu de l'equip era participar en la Lliga de Campions Femenina de la UEFA en un termini de cinc anys i en la secció femenina rebre les mateixes condicions que l'equip masculí. L'antic jugador de futbol i entrenador d'èxits del Brøndby IF Peer Lisdorf, va ser contractat com a nou entrenador en cap de l'equip. En la seva primera temporada a l'Elitedivisionen, Lisdorf va liderar amb èxit el club a la classificació de la Lliga de Campions per primera vegada en la seva història alhora que va guanyar el seu primer títol de la màxima categoria danesa.
El club va repetir títol la temporada 2021-22, després d'acabar invicte la temporada regular i els playoffs.

## Honors
- Elitedivisionen
  - Campió (2): 2020–21, 2021–22
- Copa Danesa Femenina
  - Semifinalista (1): 2021

## Rècord europeu
| Lliga de Campions Femenina de la UEFA | Lliga de Campions Femenina de la UEFA | Lliga de Campions Femenina de la UEFA | Lliga de Campions Femenina de la UEFA | Lliga de Campions Femenina de la UEFA | Lliga de Campions Femenina de la UEFA |
| Temporada                             | Ronda                                 | Oposinents                            | Fora                                  | Casa                                  | Agregat                               |
| ------------------------------------- | ------------------------------------- | ------------------------------------- | ------------------------------------- | ------------------------------------- | ------------------------------------- |
| 2021–22                               | Ronda 2                               | AC Sparta Praga                       | 1–0                                   | 2–0                                   | 3–0                                   |
| 2021–22                               | Fase de grups                         | 1899 Hoffenheim                       | 0–5                                   | 1–2                                   | –                                     |
| 2021–22                               | Fase de grups                         | Barcelona                             | 0–5                                   | 0–2                                   | –                                     |
| 2021–22                               | Fase de grups                         | Arsenal                               | 0–3                                   | 1–5                                   | –                                     |
| 2022–23                               | Ronda 2                               | TBD                                   |                                       |                                       |                                       |